# 岩井橋 (名古屋市)
岩井橋（いわいはし）は、愛知県名古屋市を流れる堀川に架かる橋（鋼橋、アーチ橋）。1923年（大正12年）9月竣工であり、現存する鋼アーチ桁橋では日本で2番目に古い。土木学会選奨土木遺産、認定地域建造物資産。

## 地理
橋梁上が3区の区境となっており、左岸東側が名古屋市中区大須1丁目と松原1丁目、右岸北西側が中村区名駅南三丁目、右岸南西側が中川区松重町である。四隅には荷揚げ用の階段が設けられている。

## 歴史

### 竣工

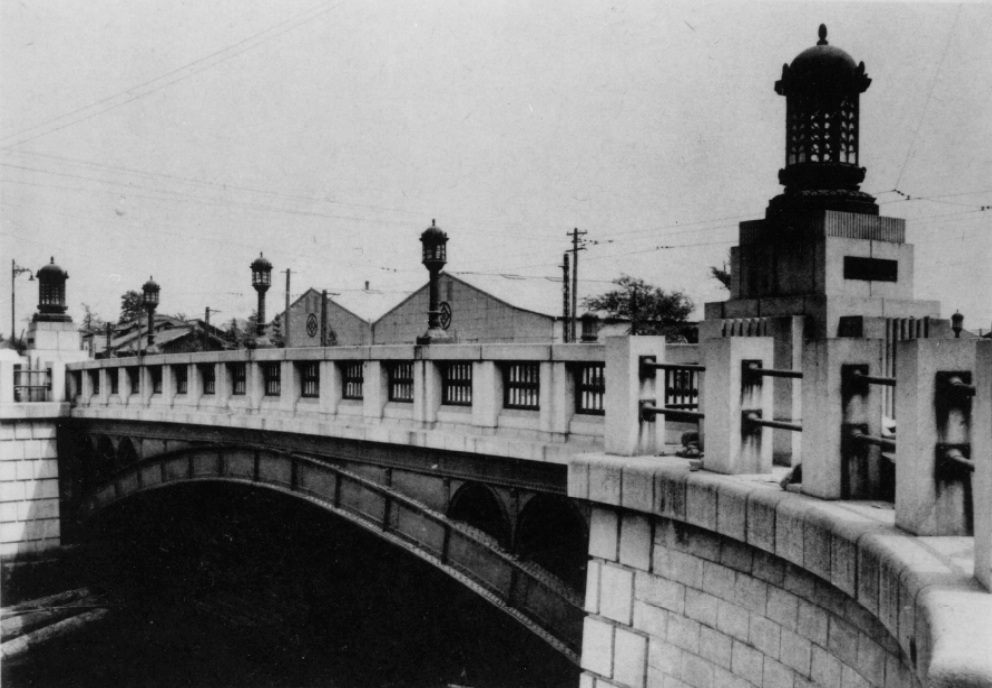
架橋当初の岩井橋

1919年（大正8年）には名古屋市が5大幹線道路の建設を開始し、第1号線として岩井町線を計画した。1923年（大正12年）9月、鶴舞公園から西に延びる名古屋市道岩井町線が堀川を越える場所に岩井橋が竣工した。
設計は日本橋梁株式会社技師長の関場茂樹、施工は日本橋梁株式会社である。建築家の武田五一も意匠の設計に関与した。鉄の供給事情が逼迫していた時代だったが、破格の43万1000円という工費が投じられた。武田五一は同じく岩井町線が新堀川を越える場所にある記念橋も設計している。
1999年（平成11年）には床板改修工事が実施されたが、1923年（大正12年）竣工の橋が架け替えられることなく今日に至っている。

### 顕彰
2007年度（平成19年度）、土木学会選奨土木遺産に認定された。2011年（平成23年）10月17日、名古屋市の認定地域建造物資産に認定された。

## 特色
橋長は30.0メートル、幅員は29.5メートル。斜橋形式の鋼製アーチ橋である。親柱には岡山県産の北木石が用いられている。意匠面の特徴としては側面の飾り板があるが、戦前の日本に架けられた橋で現存する飾り板は唯一とされる。

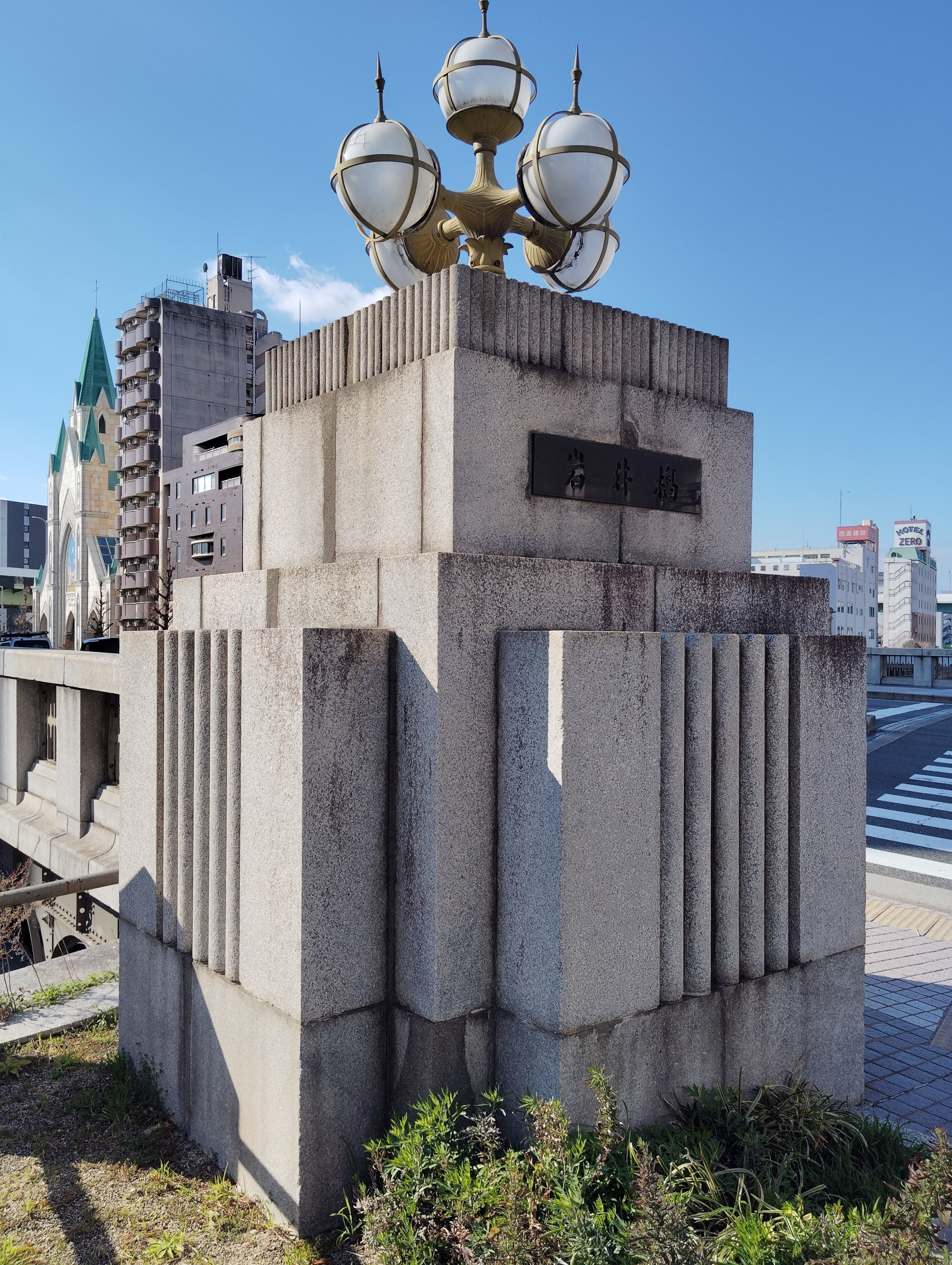
親柱
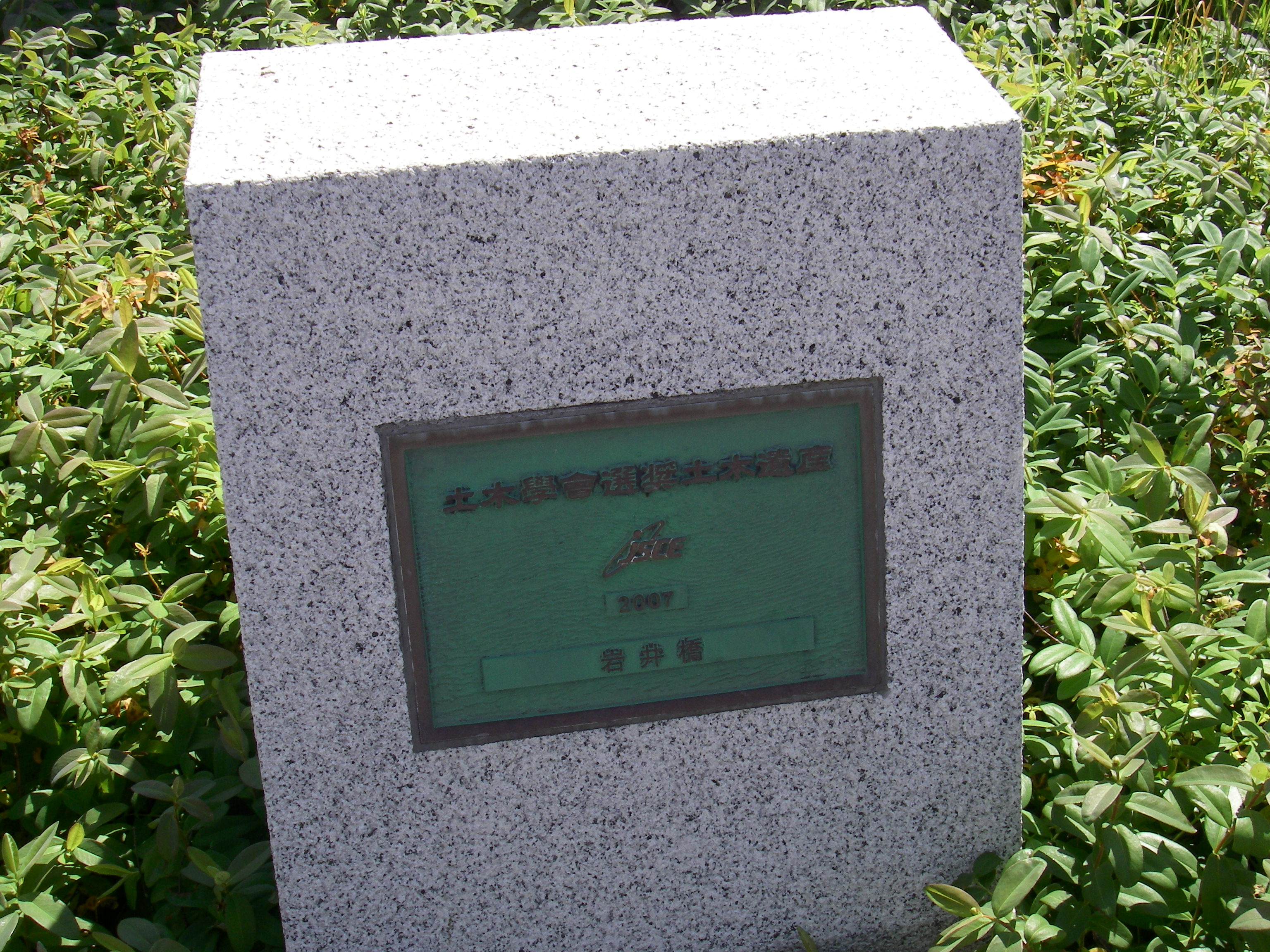
土木学会選奨土木遺産のプレート